# 東京科学大学附属科学技術高等学校
東京科学大学附属科学技術高等学校（とうきょうかがくだいがくふぞくかがくぎじゅつこうとうがっこう、英語:  Institute of Science Tokyo High School）は、東京都港区芝浦三丁目に所在する国立高等学校。
東京工業大学と東京医科歯科大学の統合により、2024年に設立された国立大学法人東京科学大学の附属学校。全日制課程に科学・技術科を設置している。スーパーサイエンスハイスクール（SSH）指定校。
略称は「東京科学大附属」「Science Tokyo HS」。

## 概要
同校は1886年（明治19年）1月21日に、東京商業学校（現：一橋大学）附設の職工徒弟教習所に職工科として創立したものを起源とする。その後、1890年（明治23年）には東京職工学校（のちの東京工業大学）に移管されるなど、数回の改称を経た後、1951年（昭和26年）4月1日、職工系であった「千葉大学東京工業専門学校附属工芸高等学校」と電波系であった「千葉大学東京工業専門学校附属電波工芸高等学校」が東京工業大学に移管され合併してできた「東京工業大学附属工業高等学校」が始まりである。2005年（平成17年）4月1日、東京工業大学の国立大学法人化の翌年に「東京工業大学附属科学技術高等学校」と改称した。改称に合わせて、それまでの5学科（機械・電気・電子・工業化学・建築）を「科学・技術科」に統合、2年次以降5つの分野（応用化学・情報システム・機械システム・電気電子・建築デザイン）に分かれることになった。
2024年10月1日に、設置者である国立大学法人東京工業大学と国立大学法人東京医科歯科大学が統合し「東京科学大学」が発足することに伴い、「東京科学大学附属科学技術高等学校」と改称された。改称による学科・専門分野の名称や教育課程に変更はない。東京科学大学の理工学系分野との高大連携は引き続き実施し、統合を契機に医歯学系分野との連携を進める予定である。
東京科学大学田町キャンパス内に立地し、正門入って左手にはキャンパス・イノベーションセンターが存在する。なお、田町キャンパスの再編に伴い、2026年4月に大岡山キャンパス（緑が丘地区）へ移転する予定であったが、資材・人件費高騰等の社会情勢を受け、2027年4月の移転・開校を目指すと発表した。このため、2024年4月入学者については、現キャンパスで卒業することとなった。
田町キャンパスでは、戦前には東京高等工芸学校（現：千葉大学工学部）があり、校内の図書館に東京放送局（現：NHK）の仮放送所が設置され、日本のラジオ放送の第一声がここから放送された。これらを記念する「東京高等工藝學校創設の地」、「放送記念碑」と刻まれた碑が敷地の外に建立されている。

### 学科・分野編成
推薦入試Ⅰ型は分野別募集だが、推薦入試Ⅱ型および一般入試は一括募集で、2年進学時に希望・適性などから各分野へ分かれる。
推薦入試Ⅰ型で入学した者は2年次からの分野を志望時の分野から変更できない。
- 科学・技術科
  - 応用化学（材料科学・環境科学・バイオ技術）分野
  - 情報システム（情報・コンピュータサイエンス）分野
  - 機械システム（システムデザイン・ロボット）分野
  - 電気電子（エレクトロニクス・エネルギー・通信）分野
  - 建築デザイン（立体造形・ディジタルデザイン）分野

### カリキュラム
高等学校工業科のカリキュラムを基本としているが、普通教科の比重が他の工業高校と比べて多く、工業教科は最低単位数となっている。1年次は普通教科と分野共通の工業科目（専門共通科目）を履修し、2年次から各分野の専門共通科目、分野科目を学ぶ。3年次は分野科目と課題研究が中心となる。
一般入試入学生の分野決めは基本的に希望による選択だが、偏りがあると成績順となる。その選考用に1年次の1学期中間・期末、2学期中間・期末、3学期学年末試験の総合累計点数が用いられ、志望の分野に入れないこともある。
2年次以降の専門共通科目は各分野の特色を生かした内容で構成されており、大学レベルの実験を行うこともある。3年次には必修選択・自由選択を設け、数学Ⅲは5段階の習熟度別編成を行っている。
数学の単位数が普通科高校並みに多く、理科は物理・化学を履修する。文系科目は必要最低限のみの履修となっている。
2年次の専門科目の時から、実験や実習の後には各分野独特のレポートが課せられる。これは理工系の大学と同様である。また一部の科目では、優秀なレポートが表彰されることもある。レポートの数は所属分野にもよる。

### 特別選抜
併設されている東京工業大学への推薦入学制度が2004年度卒業生から実験導入されており、毎年10名程度が選抜されていた。どのような観点で推薦者が決まるのか、原則学外には公示されていない。3年次の課題研究、3年次8月に行われる高大連携教育システム「サマーチャレンジ」での大学側の評価が選抜の主な材料とされている。単に成績が良いだけでは通用せず、粘り強い積極性・集中力・思考力・発表力・決断力が要求される。なお、実験期間満了に伴い、2021年度卒業生をもって休止された。

### 校風・特色
私服校である。校風は非常に自由とされるが、染髪・パーマは原則禁止である。アルバイトは好ましくないということになっているが、している生徒も多い。持ち込み禁止の物は特になく、校内の無線LANは生徒の使用が可能である。エアコン等の設備が整っているが食堂が無く、弁当持参。または周辺のスーパー・コンビニ等を利用する。共学であるが、男子と女子の割合が約3:1と男子が多い。
普通科の高校と比べて変わった校風である。生徒の活動は全て自分自身の責任である。毎年5月に行われる体育祭のリハーサルなどは前日からといった具合である。また、雨天決行で、当日に雨が降ると規模が縮小することもある。
2002年度から3年間、文部科学省のスーパーサイエンスハイスクール (SSH) に指定された。その後2005年度から2009年度までの5年間延長指定され、さらに2010年度から2014年度までの5年間、続いて2016年度から2020年度まで4期目の指定を受け、現在はSSH認定枠での指定を受けている。
さらに、2015年度から5年間、文部科学省のスーパーグローバルハイスクール (SGH) に指定された。

## 高大連携教育

### 専門共通科目

#### 「グローバル社会と技術」（1年）
1995年度から1997年度の文部省（当時）研究開発学校指定を受けて開発された。当初は「人と技術」という名称であったが、現在は変更されている。この科目開発の成果は工業科学習指導要領に取り入れられ、工業科必履修科目である「工業技術基礎」に生かされている。ロボット、電力、都市、環境と人間、技術者倫理、情報モラルの6つの内容を各教員からオムニバス方式で学ぶ。さらに、東京科学大学教授や著名人による特別講義も実施される。

#### 「先端科学技術入門」（2年）
2002年度から2004年度に行われた第1回SSH研究開発により開発された。各分野の教育に関係する研究を行っている東京科学大学の教授が、年間通して延べ26名ほど講義を行う。最先端の科学技術であっても、高校の理系科目の基礎が活用されていることを第一人者から学び、自らの学習に生かすとともに、自分の将来への新たな視点を養う一助となる。

#### 「課題研究」（3年）
課題研究では、成果発表会や活動の一部において東京科学大学の先生方の指導・講評も得ながら研究活動を行っている。

### 学校行事

#### キャンパス訪問（1年）
東京科学大学大岡山キャンパスで行われている工大祭（10月）で公開されている研究室を3つ以上見学し、その中の1つをレポートにまとめる。

#### サマーレクチャー（2年）
東京科学大学で1日掛けて行われる。午前は大学教授の講演、午後は2つの研究室を希望して見学、研究内容などの説明を受ける。1つの研究室についてレポートを提出し、優秀なレポートに選ばれた生徒は教授、生徒の前でプレゼンを行う。

#### 博士課程学生講演会（2年）
2019年度から新たに始まった高大連携プログラム。博士後期課程の学生が附属高校にて授業を行っている。大学院生より研究テーマや大学院の研究の進め方について授業を受け、附属高校生徒は大学院生に直接質問するなど、互いに交流を深め、大学院レベルの研究を知る貴重な機会となっている。

#### 医歯学系との高大連携プログラム
東京科学大学の誕生を契機に新たに始まった高大連携プログラム。

## 国際交流・海外研修
2006年にタイのカセサート大学附属高校、2010年にフィリピンのデ・ラ・サール大学附属高校と国際交流協定を締結している。フィリピンの高校とは、対面交流のほか協働研究を実施している。その他、理工学系の海外コンテストへの参加・研究成果の発表などの機会が用意されている。

## 進路
ほぼ100%の生徒が進学を希望し、生徒の大半が理工系大学・学部を志望している。進学先は東京理科大学が一番多く、国公立大学では内部推薦があった時には東京工業大学が一番多かったが、現在は東京工業大学以外にも電気通信大学、東京農工大学、横浜国立大学、筑波大学、東京都立大学などの関東の国公立大学工学系学部、早稲田大学、慶應義塾大学、東京理科大学、明治大学の理工学部、芝浦工業大学や東京電機大学などの私立理工系単科大学への進学が多い。その他国公立大学の進学は、信州大学、山梨大学、富山大学、会津大学、諏訪東京理科大学などの関東から比較的近い立地への進学実績がある。
専門分野で学んだ内容や能力、取り組みを生かして、学校推薦型選抜や総合型選抜での進学に力を入れている。実際に、学校推薦型選抜や総合型選抜での進学割合が多い特徴がある。特に、学校推薦型選抜（指定校制）は早稲田大学や慶応義塾大学、東京理科大学をはじめ各大学から多くの枠がある。しかし、大学側の示す評定平均が高く、指定校推薦枠を使い切れていない。
また、理系だけでなく文系の大学への指定校推薦枠もある。

## 入試

### 推薦入試
2024年4月入学生の推薦入試制度から変更があり、推薦入試Ⅰ型とⅡ型に分けられた。推薦入試Ⅰ型（従前の推薦入試と同内容）は出願時に5分野（応用化学、情報システム、機械システム、電気電子、建築デザイン）から選択し各分野12名以内である。推薦入試Ⅱ型は一般入試生と同様に2年次よりいずれかの分野に所属する。Ⅱ型の募集人数はⅠ型と合わせて72名以内であり、Ⅰ型の合格者が人数に満たない場合はⅡ型の募集人数に加えることができるとしているが、その場合においても推薦入試Ⅰ型とⅡ型の合計の合格者数の上限は72名である。Ⅰ型、Ⅱ型とも試験科目は小テスト（数学100点、理科第1分野100点、計50分）、面接である。Ⅰ型とⅡ型は入学試験日が同じであり、両方に出願することはできない。

### 一般入試
推薦入試合格者と併せて200名。試験科目は国語（100点、50分）、数学（150点、70分）、英語（100点、50分）、調査書（50点、中学3年間の成績合計÷27×10）の計400点満点。国語は標準的なものであるが、分量が若干多く、また記述問題があるため適切に表現する能力も求められる。また文法などの知識問題もある。数学は点数の比重が大きく、難易度も他二教科より高い。後半の問題では特に難しい発想力や思考力を求められる問題もあるが、全体的に基礎問題が半分近くあるため、ケアレスミスに注意するのも重要である。英語は前半に文法問題、後半に長文読解といった構成であり、長文読解では他の国立大学附属高校や、都立自校作成校と同様に速読が求められる。

## その他
- 従来、入学式、卒業式は大岡山キャンパスの70周年記念講堂で行われていたが、キャンパス移転直前であることを踏まえて、現在は入学式、卒業式ともに体育館で開催している。
- 門は正門、南門、燕門の3つがある。田町駅、三田駅に近いこともあって、正門の使用率が高い。また、燕門の使用は禁止されている。
- 体育祭は「蒼陵祭-体育祭の部-」（そうりょうさい-たいいくさいのぶ-）と呼ばれる。毎年5月に行われる。クラスごとにカラーが決められており、A組は緑、B組は桜、C組は青、D組は赤、E組は黄である。また、2年次以降は同じクラスに同じ分野の人が集まるため、優勝率の高いクラスと低いクラスがある。
- 文化祭は「蒼陵祭-文化祭の部-」（そうりょうさい-ぶんかさいのぶ-）と呼ばれる。毎年10月に行われる。各クラス、部活の企画、出店や、体育館ステージでの発表、3年生の課題研究のポスター発表などが行われる。また、来場者に1番よかった企画を投票してもらい、文化祭終了後に発表、表彰がある。
- 昼間授業の「本科」に対して、社会人対象の夜間授業である「専攻科」もあったが、2009年度をもって廃止された。
- 国立唯一の工業系専門高校であり、通学範囲に制限がない。東京都外から来ている人も多い。
- 2013年9月にグラウンドが全面人工芝になった。
- グラウンドの隣に東海道新幹線が走っているため、線路にボール等が飛んでいった場合に備えJR東海の連絡先を知らせる看板が設置されている。また、線路にボールなどが侵入することを防ぐため、グラウンドでの野球やソフトボールは禁止されている。
- グラウンドの他にテニスコートが2面あるが、硬式テニス部以外はあまり使っていない。

## 沿革

### 合併前

#### 本科職工系
- 1886年1月21日 東京商業学校（現：一橋大学）附設商工徒弟講習所に職工科として創立（京橋区木挽町）
- 1890年
  - 1月 東京職工学校（のちの東京工業大学）に移管、附属職工徒弟講習所と改称（蔵前に移転）
  - 8月 東京職工学校が東京工業学校と改称したことにより、東京工業学校附属職工徒弟学校と改称
- 1923年9月1日 関東大震災により校舎全壊、芝浦の東京高等工芸学校を借りて授業を行う
- 1924年4月1日 東京高等工芸学校（現：千葉大学工学部）に移管、附属工芸実修学校と改称（芝浦）（東京高等工業学校は大岡山に移転）
- 1944年4月1日 東京工業専門学校附属工業専修学校と改称
- 1949年5月31日 千葉大学東京工業専門学校附属工芸高等学校となる

#### 本科電波系
- 1943年10月1日 東京高等工芸学校電気通信専修科として創立
- 1944年4月1日 東京工業専門学校附属電波技術専修学校と改称
- 1945年4月1日 東京工業専門学校附属電波工業学校と改称
- 1949年5月31日 千葉大学東京工業専門学校附属電波工芸高等学校となる

#### 専攻科
- 1899年5月23日 東京工業学校（現：東京工業大学）附設工業教員養成所附属工業補習学校として創立（蔵前）
- 1902年3月 東京高等工業学校附設工業教員養成所附属工業補習学校となる
- 1910年3月 東京高等工業学校附属工業補習学校となる
- 1921年3月31日 財団法人協調会に移管、蔵前工業専修学校と改称
- 1926年9月 東京工業専修学校と改称（麻布区新堀町）
- 1940年11月 東京高等工学院と改称
- 1941年3月27日 初等工業部と中等工業部を合併し城南工業学校（甲種）設立、高等工業部を東京高等工学院とする
- 1946年
  - 3月31日 城南工業学校廃止
  - 10月3日 協調会解散、財団法人中央労働学園に移管
- 1947年4月21日 財団法人手島工業教育資金団 - ウェイバックマシン（2002年10月21日アーカイブ分）に移管

### 合併以後
- 1951年
  - 4月1日 千葉大学東京工業専門学校附属の両校が東京工業大学へ移管、合併し東京工業大学附属工業高等学校（本科）となる
  - 5月1日 東京高等工学院が東京工業大学に移管、東京工業大学附属工業高等学校専攻科となる
- 1961年4月1日 東京工業大学理工学部附属工業高等学校と改称
- 1967年6月1日 東京工業大学工学部附属工業高等学校と改称
- 2004年4月1日 国立大学法人法の規定により、国立大学法人東京工業大学となる
- 2005年4月1日 東京工業大学附属科学技術高等学校と改称
- 2010年3月31日 東京工業大学附属科学技術高等学校専攻科廃止
- 2024年10月1日 東京工業大学と東京医科歯科大学が統合し、東京科学大学が誕生したことから「東京科学大学附属科学技術高等学校」と改称
- 2027年4月1日 大岡山キャンパス（緑が丘地区）に移転予定[3]

## ギャラリー

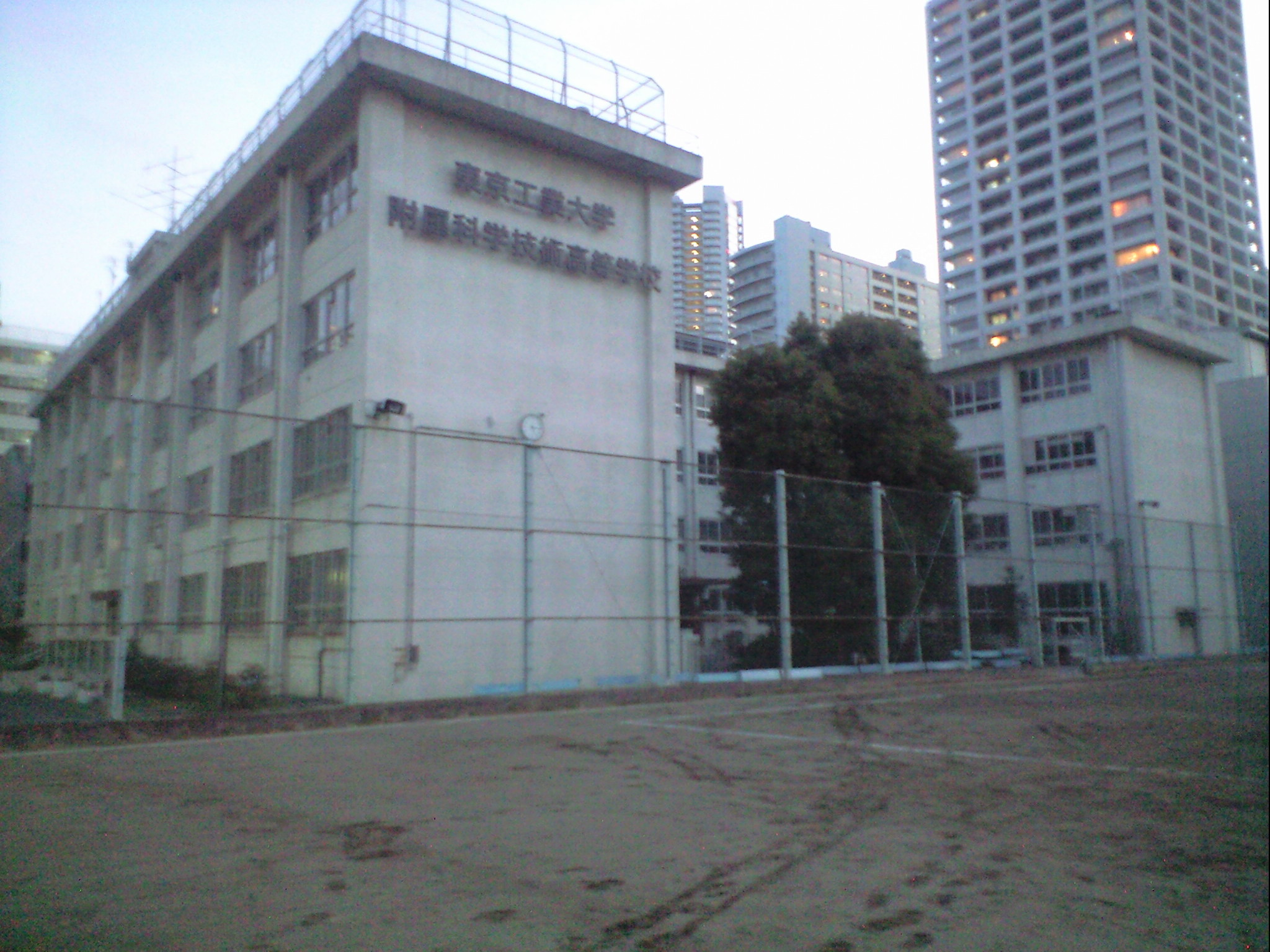
本館（1号館）
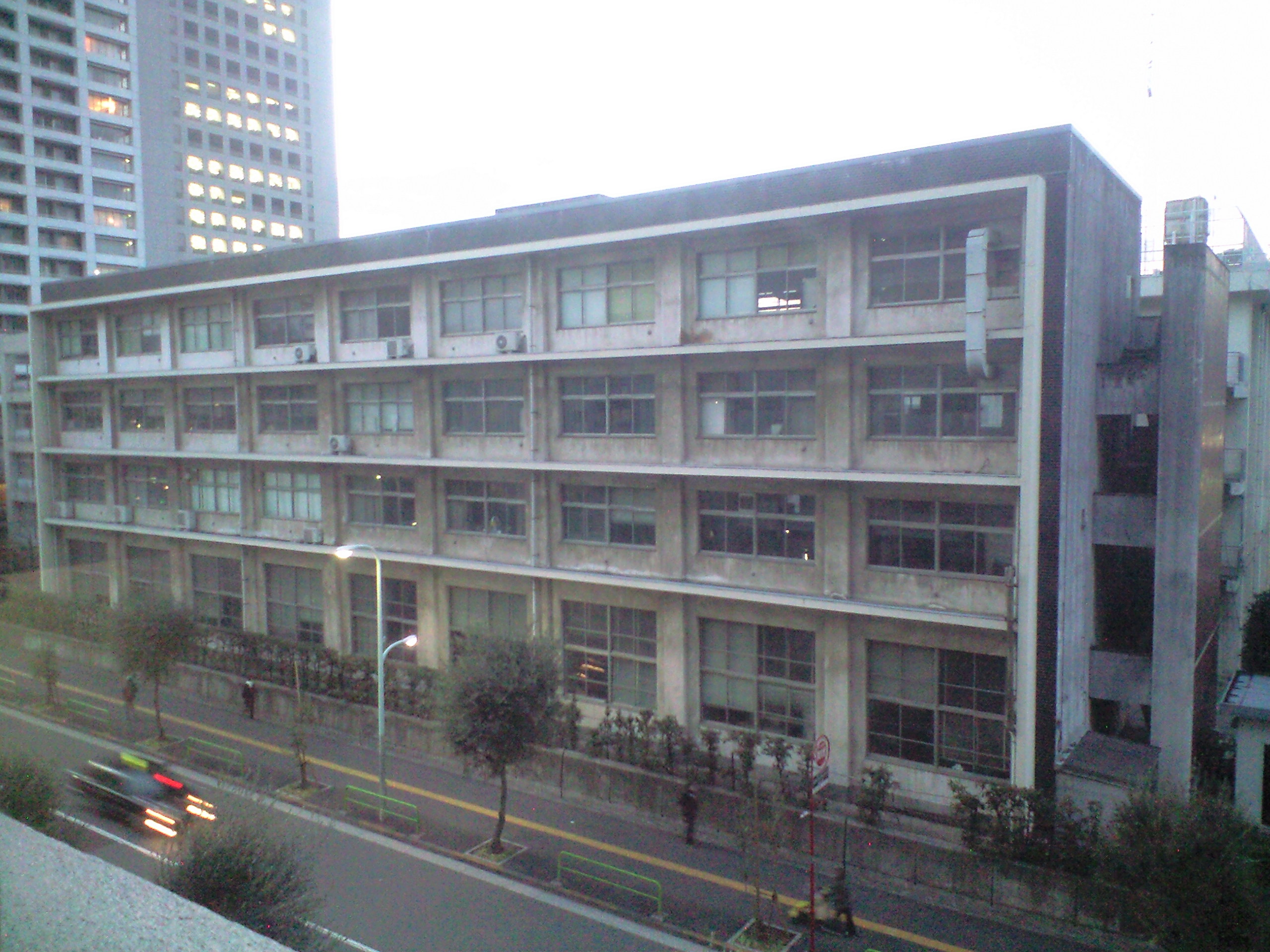
2号館（実験棟）
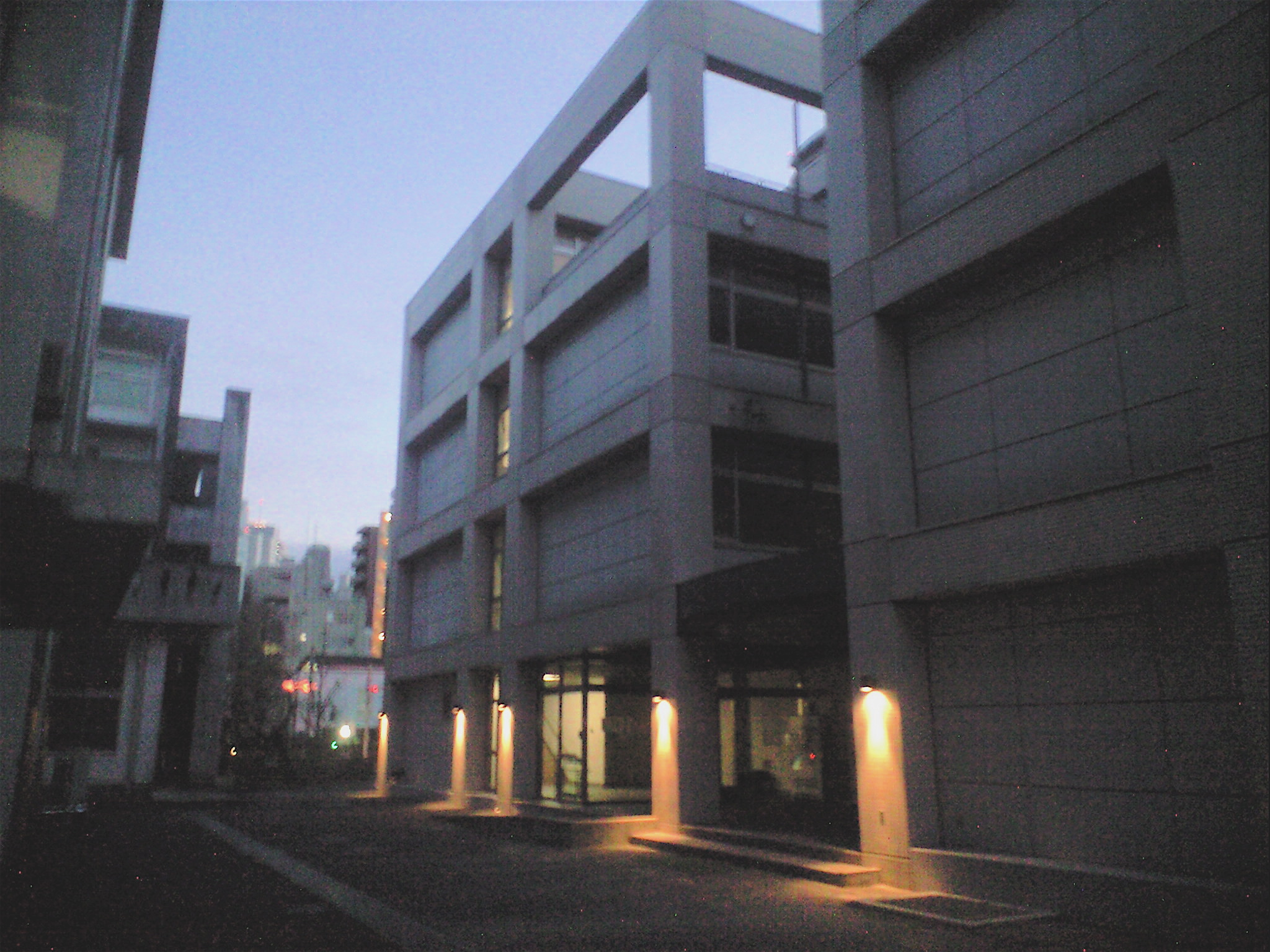
3号館（特別教室棟）
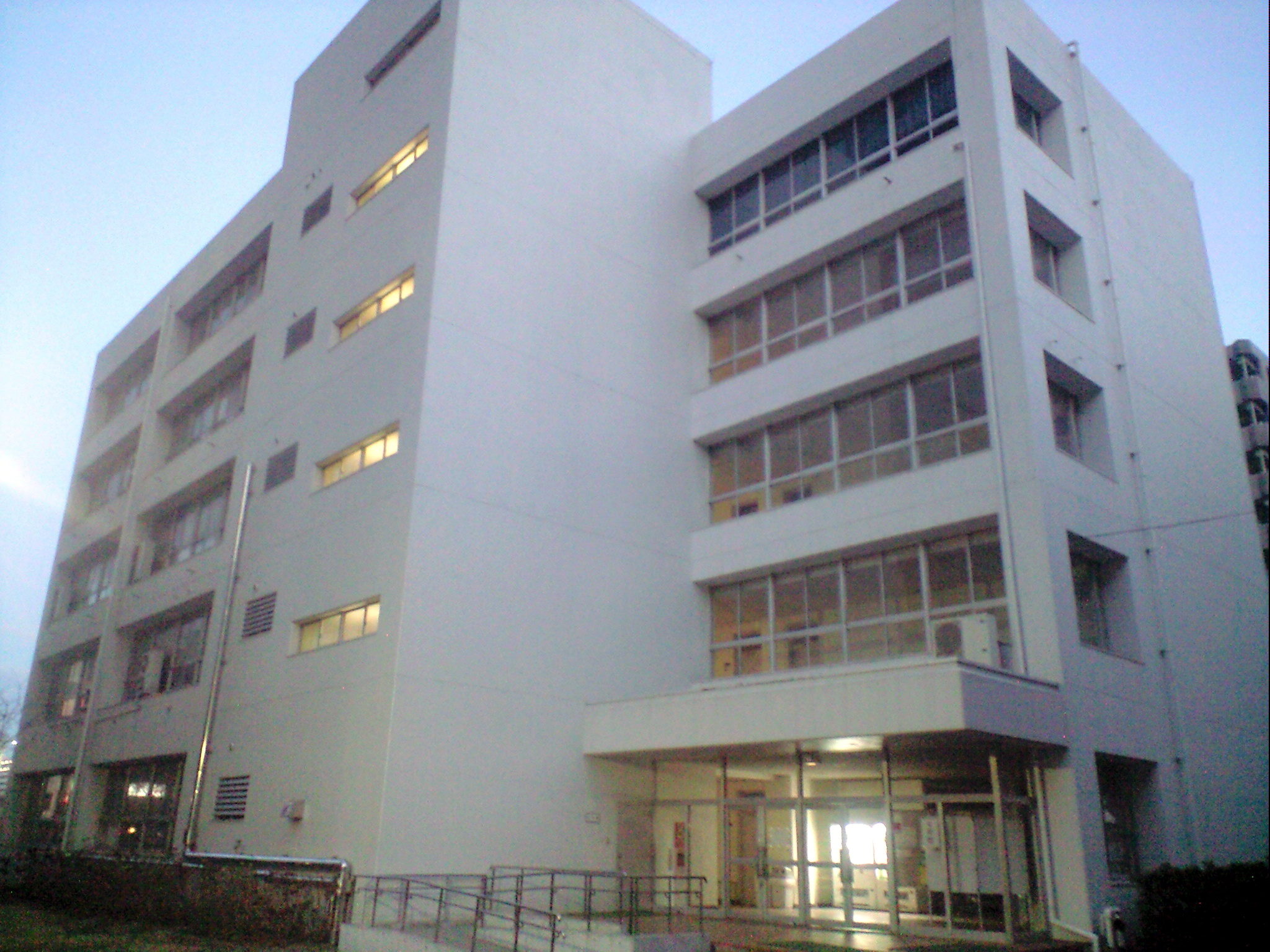
4号館（普通教室棟・ホームルーム棟）
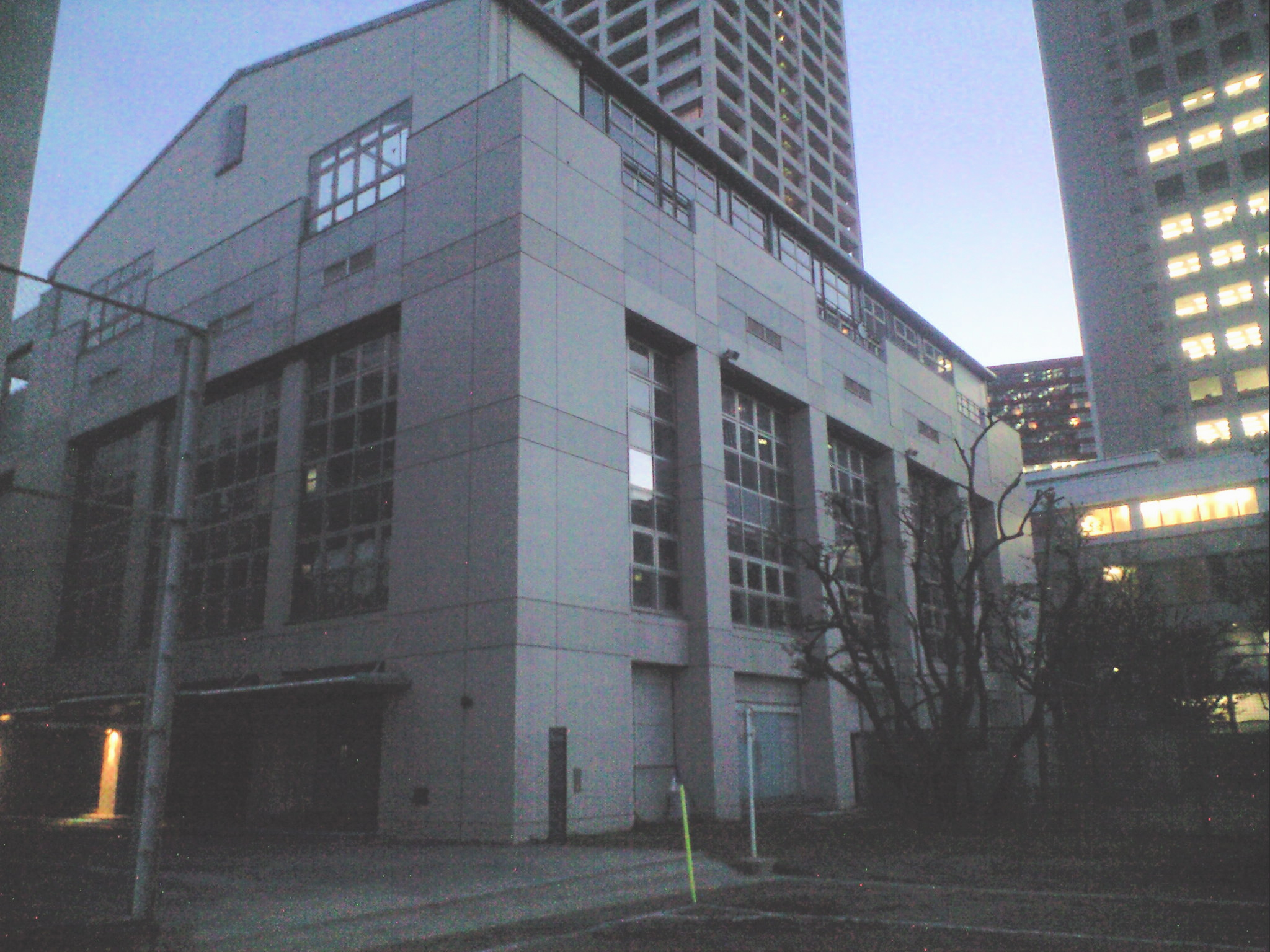
体育館・プール

## アクセス
- JR山手線・京浜東北線田町駅より徒歩1分
- 都営地下鉄三田線・浅草線三田駅より徒歩5分

## 著名な出身者
- 石井正（元特許庁特許技監）
- 板垣英憲（評論家、ジャーナリスト）
- 長内厚（経営学者、早稲田大学大学院経営管理研究科教授）
- 長沢広明（政治家、復興副大臣）
- 北田卓史（絵本作家）
- 重宗雄三（元参議院議長、元運輸大臣、元明電舎社長・会長）
- 関口シュン（作家、中退）
- 梁田清之（声優）
- 山口文象（建築家）
- 阿部博一（サッカー）
- 狩野ほのか（ボクシング）